# Christoph Friedrich Schmahl
Christoph Friedrich Schmahl (* 1739 in Heilbronn; † 15. Mai 1814 Regensburg) war ein deutscher Orgel- und Klavierbauer.

## Leben
Christoph Friedrich Schmahl wurde 1739 in Heilbronn geboren. Er war ab 1770 als Orgel- und Instrumentenmachermeister in Regensburg tätig. Am 28. September 1772 heiratete er Franz Jakob Späths zweite Tochter, Anna Felicitas.
1774 wird zum ersten Mal die Firma Späth und Schmahl erwähnt. Schmahl führte nach dem Tode Späths am 23. Juli 1786 das Geschäft alleine weiter. 1802 nahm er seinen älteren Sohn Jakob Friedrich (1777–1819) in seine Firma auf. Dieser verließ die Firma 1812 zugunsten seines jüngeren Bruders Christian Carl (1782–1815).
Christoph Friedrich Schmahl starb 1814; im Jahr 1815 erlosch die Firma.

## Werk
Wohl auf die Initiative von Christoph Friedrich Schmahl, wurde gemeinsam mit seinem Schwiegervater, dem Orgelbauer Franz Jakob Späth die Mechanik des Tangentenklaviers, weiter entwickelt. Damit wurde die Firma weit über die Landesgrenzen hinaus bekannt.
Selbst Wolfgang Amadeus Mozart schrieb in einem Brief im Jahr 1777: „Ehe ich noch vom stein seiner arbeit etwas gesehen habe, waren mir die spättischen Claviere die liebsten“. Abgesehen von den frühen, für Cembalo geschriebenen Kompositionen, hat Mozart vermutlich seine bis zu diesem Jahr entstandenen Klavierwerke für diese Art von Instrumenten geschrieben.
Derzeit sind noch etwa 20 Tangentenflügel der Firma Späth und Schmahl erhalten. Diese befinden sich meist in den weltweit bekanntesten Sammlungen von historischen Tasteninstrumenten.
Instrumente (Auswahl)
- Tangentenflügel, Christoph Friedrich Schmahl, Regensburg 1800 im Deutschen Museum
- Tangentenflügel von Christoph Friedrich Schmahl und Franz Jakob Späth, vor 1794 beim Institut für Musikforschung der Universität Würzburg
- Sulzbacher Tangentenflügel, Christoph Friedrich Schmahl, Regensburg 1790 auf Website des Restaurators Georg Ott
- Tangentenflügel,?1794, Hammerflügel, 1809 und Modell einer Tangentenflügelmechanik nach Christoph Friedrich Schmahl bei Europeana